# 居叱弥王
居叱弥王（きょしつびおう、徳王、? - 346年7月7日）は、金官伽倻の第4代の王（在位:291年 - 346年）。父は麻品王、母は好仇である。王妃は阿志、息子に第5代の王である伊尸品王（明王）がいる。 